# Zheng Peng
Dans ce nom chinois, le nom de famille, Zheng, précède le nom personnel.
Zheng Peng (en chinois : 郑鹏), né le 21 octobre 1992 à Putian, est un fondeur handisport chinois concourant en LW10 pour les athlètes n'ayant aucun mouvement des jambes et du bas du tronc. 

## Biographie
Zheng a eu un accident du travail en 2011 et perd l'usage de ses jambes. En 2013, il est orienté par la Fédération des personnes handicapées de sa ville natale pour postuler à une école de sport pour handicapés à Pékin où il été admisdans la section ski assis. 
Il représente la Chine aux Jeux paralympiques d'hiver de 2018 et termine notamment à la quatrième place de l'épreuve assise de 15 kilomètres.
Il participe aux Jeux paralympiques d'hiver de 2022 et remporte les médailles d'or dans l'épreuve longue distance de 18 km et l'épreuve de sprint de 1,5 km, ainsi que deux médailles d'argent dans l'épreuve de moyenne distance sur 7,5 km et le relais mixte 4 × 2,5 km.

## Palmarès

### Jeux paralympiques
| Épreuve / Édition   | Sprint assis | 5 km assis | 12 km assis | relais mixte 4 × 2,5 km |
| ------------------- | ------------ | ---------- | ----------- | ----------------------- |
| JP 2018 Pyeongchang | 10e          | 19e        | 4e          | 9e                      |
| JP 2022 Pékin       | Or           | Argent     | Or          | Argent                  |